# Naruto: Shippuden (sezonul 6)
Naruto: Shippuden – Sezonul 6: Prezicerea Maestrului și Răzbunare (2009-2010)
Episoadele din sezonul șase al seriei anime Naruto: Shippuden se bazează pe partea a doua a seriei manga Naruto de Masashi Kishimoto. Sezonul șase din Naruto: Shippuden, serie de anime, este regizat de Hayato Date și produs de Studioul Pierrot și TV Tokyo și a început să fie difuzat pe data de 11 iunie 2009 la TV Tokyo și s-a încheiat la data de 14 ianuarie 2010.
Episoadele din sezonul șase al seriei anime Naruto: Shippuden fac referire la Sasuke Uchiha în căutare de a se răzbuna împotriva fratelui său mai mare, Itachi Uchiha pentru distrugerea clanului lor. De asemenea, există două arcuri despre viața lui Kakashi Hatake și Jiraiya.

## Lista episoadelor
| Nr. Ep. Original | Nr. Ep. Serie | Nr. Ep. Sezon | Titlu                                                                | Apariție           |
| ---------------- | ------------- | ------------- | -------------------------------------------------------------------- | ------------------ |
| 333              | 113           | 1             | Elevul șarpelui                                                      | 11 iunie 2009      |
| 334              | 114           | 2             | Ochiul șoimului                                                      | 18 iunie 2009      |
| 335              | 115           | 3             | Sabia lui Zabuza                                                     | 25 iunie 2009      |
| 336              | 116           | 4             | Gardianul peretelui de fier                                          | 2 iulie 2009       |
| 337              | 117           | 5             | Jugo al ascunzătorii de nord                                         | 9 iulie 2009       |
| 338              | 118           | 6             | Formație!                                                            | 23 iulie 2009      |
| 339              | 119           | 7             | Cronicile Kakashi - Viața băieților pe câmpul de luptă - Partea 1    | 30 iulie 2009      |
| 340              | 120           | 8             | Cronicile Kakashi - Viața băieților pe câmpul de luptă - Partea 2    | 30 iulie 2009      |
| 341              | 121           | 9             | Adunarea                                                             | 6 august 2009      |
| 342              | 122           | 10            | Urmărirea                                                            | 13 august 2009     |
| 343              | 123           | 11            | Ciocnire!                                                            | 20 august 2009     |
| 344              | 124           | 12            | Artă                                                                 | 27 august 2009     |
| 345              | 125           | 13            | Dispariție                                                           | 3 septembrie 2009  |
| 346              | 126           | 14            | Întunecime                                                           | 10 septembrie 2009 |
| 347              | 127           | 15            | Poveștile unui ninja - Pergamentele ninja ale lui Jiraiya - Partea 1 | 24 septembrie 2009 |
| 348              | 128           | 16            | Poveștile unui ninja - Pergamentele ninja ale lui Jiraiya - Partea 2 | 24 septembrie 2009 |
| 349              | 129           | 17            | Infiltrare! Satul Ploii                                              | 8 octombrie 2009   |
| 350              | 130           | 18            | Omul care a devenit zeu                                              | 8 octombrie 2009   |
| 351              | 131           | 19            | Onoratul mod eremit!                                                 | 15 octombrie 2009  |
| 352              | 132           | 20            | Participarea, cele șase căi ale lui Pain                             | 22 octombrie 2009  |
| 353              | 133           | 21            | Povestea curajosului Jiraiya                                         | 29 octombrie 2009  |
| 354              | 134           | 22            | Invitație la banchet                                                 | 5 noiembrie 2009   |
| 355              | 135           | 23            | Cel mai lung moment                                                  | 19 noiembrie 2009  |
| 356              | 136           | 24            | Lumina și întunericul sharinganului mangekyo                         | 19 noiembrie 2009  |
| 357              | 137           | 25            | Amaterasu!                                                           | 26 noiembrie 2009  |
| 358              | 138           | 26            | Sfârșitul                                                            | 3 decembrie 2009   |
| 359              | 139           | 27            | Misterul lui Tobi                                                    | 10 decembrie 2009  |
| 360              | 140           | 28            | Soartă                                                               | 17 decembrie 2009  |
| 361              | 141           | 29            | Adevăr                                                               | 24 decembrie 2009  |
| 362              | 142           | 30            | Bătălia de la Unraikyo                                               | 7 ianuarie 2010    |
| 363              | 143           | 31            | Opt Cozi vs. Sasuke                                                  | 14 ianuarie 2010   |